# 御曹子島渡
『御曹子島渡』（おんぞうししまわたり）は、作者不詳の室町時代の御伽草子。

## 概説
室町時代の御伽草子。作者、成立年不詳。藤原秀衡より、北の国の都に「かねひら大王」が住み、『大日の法』と称する兵法書があることを聞いた、頼朝挙兵以前の青年時代の御曹子義経は、蝦夷（えぞ）の千島喜見城に鬼の大王に会う事を決意する。四国土佐の湊から船出して喜見城の内裏へ向かう。途中、「馬人」（うまびと）の住む「王せん島」、裸の者ばかりの「裸島」、女ばかりが住む「女護（にようご）の島」、背丈が扇ほどの者が住む「小さ子の島」などを経めぐった後、「蝦夷が島」（北海道）に至り、内裏に赴いて大王に会う。 そこへ行くまでに様々な怪異体験をするが最後には大王の娘と結婚し、兵法書を書き写し手にいれるが天女（大王の娘）は死んでしまう。

## 背景
「御曹子島渡」説話は、当時渡党など蝦夷地を舞台に活躍する集団の存在や予想以上に活発だった北方海域の交易の様相が広く中央にも知られるようになった事実を反映しているものと考えられる。
江戸時代には義経北行伝説が成立するが、その原型となった説話が室町時代の御伽草子にみられる。「御曹子島渡」説話とよばれる話がそれである。治承・寿永の乱は、源平合戦であると同時に王朝国家に対する武士の組織立った抵抗ないし自立化の希求という側面を有し、この抵抗を通じて東国政権である鎌倉幕府が成立してゆく過程でもあった。その組織の頂点にあったのが征夷大将軍となった源頼朝であり、梶原景時はその良き補佐役、そして義経に付された軍監であった。ところが、義経は頼朝の名代であり、武士でありながら、頼朝の軍律には違反し、平家を倒すと云う宿願を果たした義経は法皇から戦勝を讃える勅使を受け、一ノ谷の戦い、屋島の戦いの大功を成した立役者として、平氏から取り戻した鏡璽を奉じて京都に凱旋した。
激怒した頼朝は、血の繋がった弟であるにも拘らず、義経を謀反者として討伐するよう部下に命じた。義経は立役者からお尋ね者の身に転落する。義経ら一行は東北の奥州藤原氏を頼り、秘密裏に逃亡するが、泰衡らの裏切りにより死す。
この歴史事件を、庶民は、頼朝を権力者、景時を讒言者、義経を悲劇の英雄と捉えた。このような理解のうえに、反権力という立場からの共感、讒言者への憎しみ、冷酷な兄に対する健気な弟に対する同情、あるいは「滅びの美学」とも呼ぶべき独特の美意識が加わって、「判官びいき」が生まれた。王朝国家の側に立つ畿内の文化人の多くが義経びいきだったことも、こうした風潮を後押しし、「御曹司島渡」が生まれる。
判官びいきは、早くも南北朝時代から室町時代初期に成立したと考えられる軍記物語『義経記』にあらわれている。五味文彦（日本中世史）は鎌倉時代成立の『曽我物語』が御霊信仰の影響の強い作品であるのに対し、『義経記』にはそれが希薄であることを指摘している。五味は、それを根拠に『義経記』の鎌倉時代成立説に疑義を呈し、鎌倉幕府治下において義経の活躍を描くにはいたらなかったであろうと推測している。また、南北朝時代にはいって、室町幕府創業に大きく寄与したのが足利尊氏・直義の兄弟であったことから、頼朝・義経兄弟の活動に目が向けられたのではないか、としている。
『義経記』は、能や幸若舞曲、御伽草子、浮世草子、歌舞伎、人形浄瑠璃など、後世の多くの文芸や演劇に影響を与え、今日の義経やその周辺の人間像は、この物語に準拠しているとされる。義経主従など登場人物の感情が生き生きと描かれ、人物の描写にすぐれているとされる。しかし、義経死後200年を経過してからの成立と考えられるため、『義経記』の作者は当事者たちの人柄を、直接的にも間接的にも知っていたとは考えられない。また、軍記物語の下地となりうる軍注記を利用したとも考えられていない。さらに、作中の行動のあちこちに矛盾が生じていることも指摘されており、歴史資料としてではなく物語として扱うのが妥当とされる。なお、『弁慶物語』の成立も応永から永享にかけての時期（1394年-1440年）と考えられている。
文治5年（1189年）閏4月30日に義経が藤原泰衡に襲撃され奥州衣川で自害し、藤原泰衡は、そのことを5月22日に報告し、義経の首は6月13日に鎌倉の頼朝のもとに届けられたと『吾妻鏡』には記述されているが、つまり、当時としても遅すぎる感があり、これは義経の本当の首ではないのではないかという憶測を生んだのであり、さらに義経は高舘では自刃していないという伝説を生んだ。これを義経不死伝説と呼んでいる。